# إلووود كوك
إلووود كوك (بالإنجليزية: Elwood Cooke)‏ كان لاعب كرة مضرب أمريكي بدأ مسيرته كمحترف سنة 1947 وكان يلعب باليد اليمنى، اعتزل اللعب في 1949. كما أنه أحد أبطال الجراند سلام. أعلى تصنيف له في الفردي كان المركز الـ 8 في سنة 1939.

## بطولات حققها
- بطولة ويمبلدون

## روابط خارجية
- إلووود كوك على موقع رابطة محترفي التنس (الإنجليزية)
- إلووود كوك على موقع أرشيف التنس.كوم (الإنجليزية)
- إلووود كوك على موقع بطولة ويمبلدون (الإنجليزية)